# Val Borlezza
La Val Borlezza è una valle della Lombardia, posta trasversalmente tra le valli Seriana e Camonica, della quale è tributaria a sud ovest. Situata in provincia di Bergamo, è percorsa dall'omonimo torrente, che durante il suo corso cambia nome per ben quattro volte: dapprima viene identificato come Gera, per poi diventare Valleggia, quindi Borlezza, e infine Tinazzo.

## Geografia fisica
La valle prende vita dalle pendici del monte Pora, dal quale scende con limitate pendenze fino a confluire nel Lago d'Iseo, dove il Borlezza (con il nome di Tinazzo) sfocia all'altezza del comune di Castro (a 187 m. s. l. m.). Pertanto viene a far parte del bacino del fiume Oglio, anche se nel primo tratto fino a Cerete appartiene amministrativamente alla Comunità montana della Valle Seriana, mentre nella parte inferiore a quella della Comunità montana dei Laghi Bergamaschi.
La valle orograficamente è delimitata sulla destra dai monti Fogarolo (1.529 m s.l.m.) e Grione (1.381 m s.l.m.), appartenenti alla conca del Farno, mentre sulla sinistra dalla linea che va dal monte Varro (1.214 m s.l.m.), fino al monte Valtero (1.469). Sul fondovalle è percorsa dalla strada statale 671 Dir. Clusone-Lovere, mentre i comuni interessati sono Castione della Presolana, Onore, Fino del Monte, Rovetta, Pianico, Sovere, Songavazzo, Cerete, Lovere e, in posizione più elevata, Bossico.
Lungo la valle si può notare la presenza di industrializzazione; l'agricoltura e l'allevamento, soprattutto di bovini, sono ancora presenti nei bei prati verdeggianti della valle e resistono all'azione industriale. Il torrente è anche notevolmente sfruttato per uso idroelettrico. Discreto è anche l'apporto del turismo.